# 科茨沃爾德 (英國國會選區)
科茨沃爾德（英語：The Cotswolds），2010年前稱為Cotswold，英國國會一郡選區，位於英格蘭西南部格洛斯特郡東部，包括科茨沃爾德區全部和斯特勞德區的三個地方選區。
自1997年創設以來是的當區議員是保守黨的喬弗利·克利夫頓-布朗。他在2010年大選中以53.0%選票成功連任。